# Anita Jo

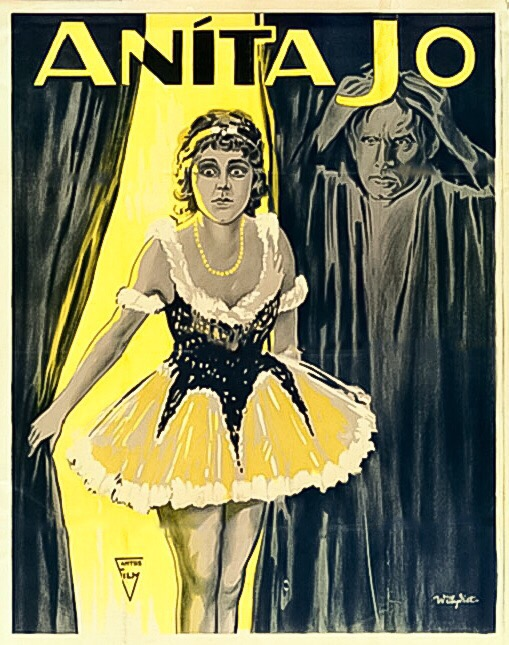
Affiche du film.

Anita Jo est un film allemand réalisé par Dimitri Buchowetzki, sorti en 1919.

## Fiche technique
- Réalisation : Dimitri Buchowetzki
- Scénario : Dimitri Buchowetzki
- Photographie : Arpad Viragh
- Production : Fantos-Film (Berlin)[1]

## Distribution
- Bernhard Goetzke : Erik Solmes, Prosecutor
- Charles Willy Kayser : Tänzer Tomsen
- Hanni Weisse : Anita Jo
- Lydia Potokaja : Scharfschützin Lola
- Otto Treptow : Clown Pipo
- Elsa Wagner : Mutter, Frau Somes